# Hardtwald (Bad Homburg)

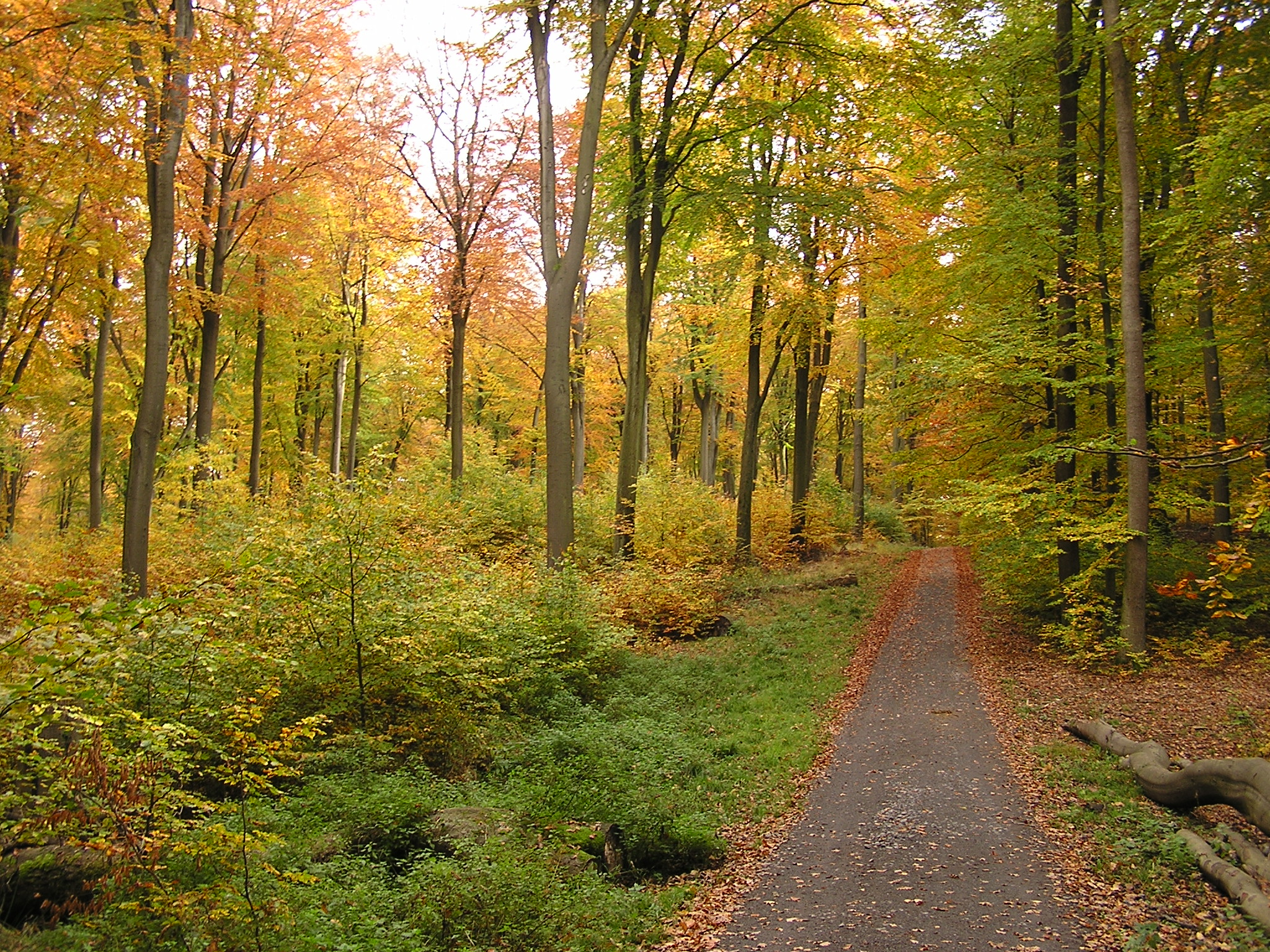
Der Hardtwald im Herbst

Hardtwald ist der Name eines Waldgebietes zwischen Bad Homburg und Friedrichsdorf-Seulberg im Hochtaunuskreis, Hessen. Der Stadtwald mit etwa 190 Hektar Ausdehnung (von Nord nach Süd etwa zwei Kilometer lang und bis zu eineinhalb Kilometer breit) ist ein Ausläufer des Taunusgebirges, der zu etwa zwei Drittel auf Bad Homburger Gemarkung liegt.

## Nutzung
Der Wald wird als Naherholungsgebiet genutzt und genießt den Status eines Schutzwaldes. Mittelpunkt des Wäldchens ist der 224 m ü. NN hohe Köhlerberg, der unmittelbar südwestlich der Seulberger Grenzschneise liegt. Das Areal des Hardtwaldes liegt im Heilquellenschutzgebiet. Der Wald hat eine wichtige Filterfunktion für das einsickernde Oberflächenwasser. Entwässert wird er nördlich über den Seulbach, südlich über einen Zufluss des Kirdorfer Bachs. Daneben erfüllt er Funktionen im Bereich Tier-, Pflanzen-, Klima-, Sicht-, Lärm- und Immissionsschutz. In unmittelbarer Nähe des Köhlerbergs befinden sich ein Wasserwerk und der zentrale Hochbehälter für Seulberg, am östlichen Rand des Hardtwalds ein Hochbehälter für Bad Homburg.

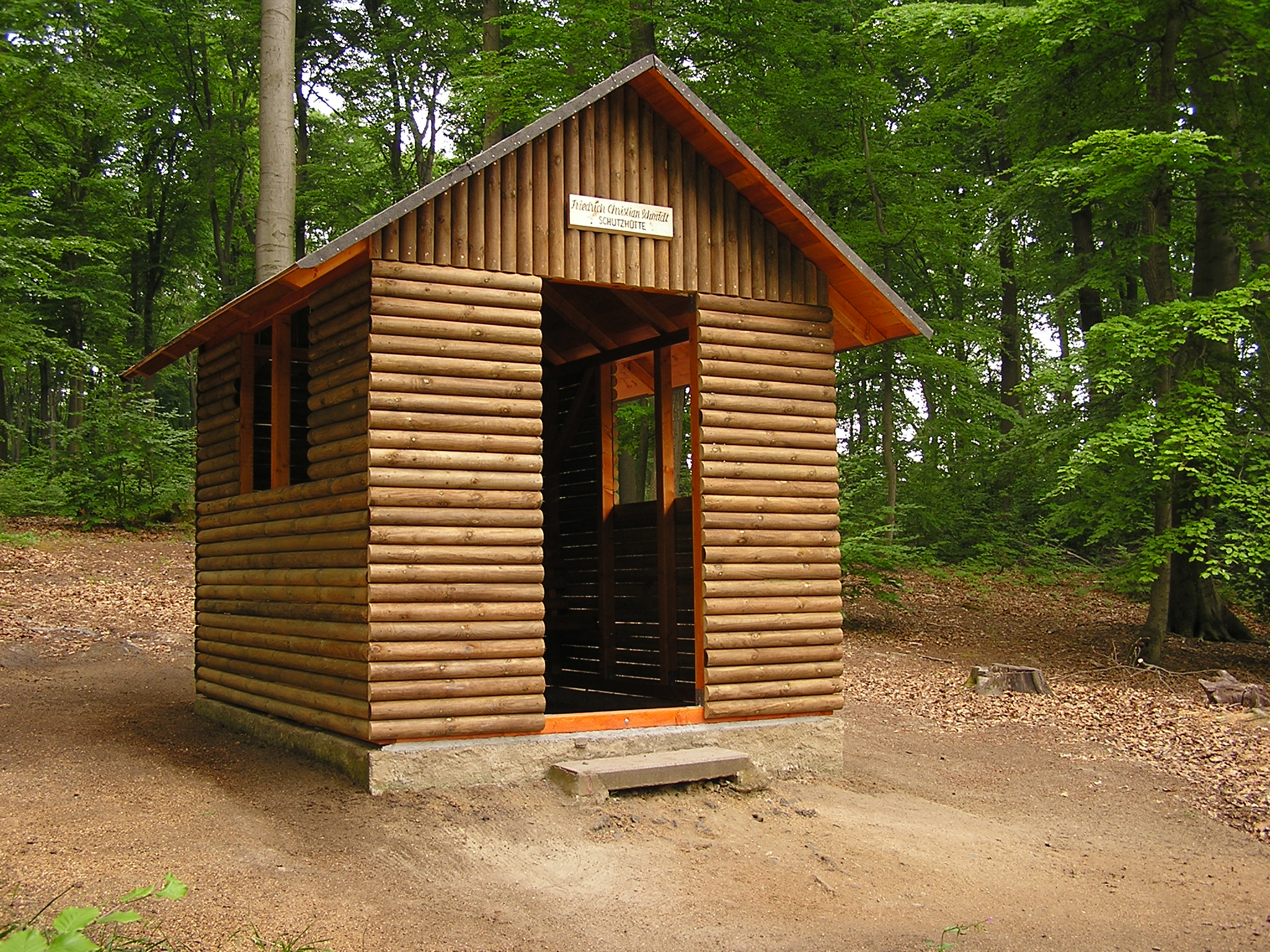
Friedrich-Christian-
Schmidt-Schutzhütte

Östlich und westlich des Köhlerbergs befinden sich Schutzhütten. Die Schutzhütte auf der Friedrichsdorfer Seite wurde nach dem Seulberger Friedrich Christian Schmidt benannt, der vor und nach dem Dritten Reich dort Bürgermeister war. Sie wurde von Bürgern und Naturverbänden 1960 gebaut und im Orkan Emma 2008 von einem herabfallenden großen Ast völlig zerstört. Der Seulberger Bürger Manfred Rühl baute sie in Eigenregie wieder auf, die Materialkosten übernahm die Stadt.
Am Seulberger Waldrand, nahe der Grundschule (Hardtwaldschule Seulberg), befindet sich der Kletterwald Taunus. Nicht weit vom südlichen Waldrand entfernt steht in Bad Homburg der Aussichtsturm Ellerhöhe, der, bevor er von den umliegenden Bäumen eingeholt wurde, einen Blick über die Stadt bot.
An der Amalienschneise liegt die Reitschule Hardtwaldhof.

## Baumbestand
Der Baumbestand auf Friedrichsdorfer Seite unterscheidet sich von der Bad Homburger Seite. Hier stehen überwiegend Rotbuchen, gefolgt von Stieleichen. Im nördlichen Teil befindet sich etwas jüngerer Mischwald. Charakteristisch für die Friedrichsdorfer Seite sind die teils in weiterem Abstand stehenden Altbäume mit einem dichten Unterholz aus jungen Buchen. Überwiegend Büsche und kleine Bäume wachsen auf der ehemaligen Mülldeponie am Ostrand. Auf der Bad Homburger Seite dagegen finden sich weniger junge Bäume, dafür stehen die älteren Bäume enger und sind überwiegend kleiner. Außerdem kommen vereinzelt auch andere Arten wie Ahorn, Europäische Lärche sowie weitere Laub- und Nadelbaumarten vor. Nahe dem Köhlerberg befindet sich eine Tannen-Monokultur.

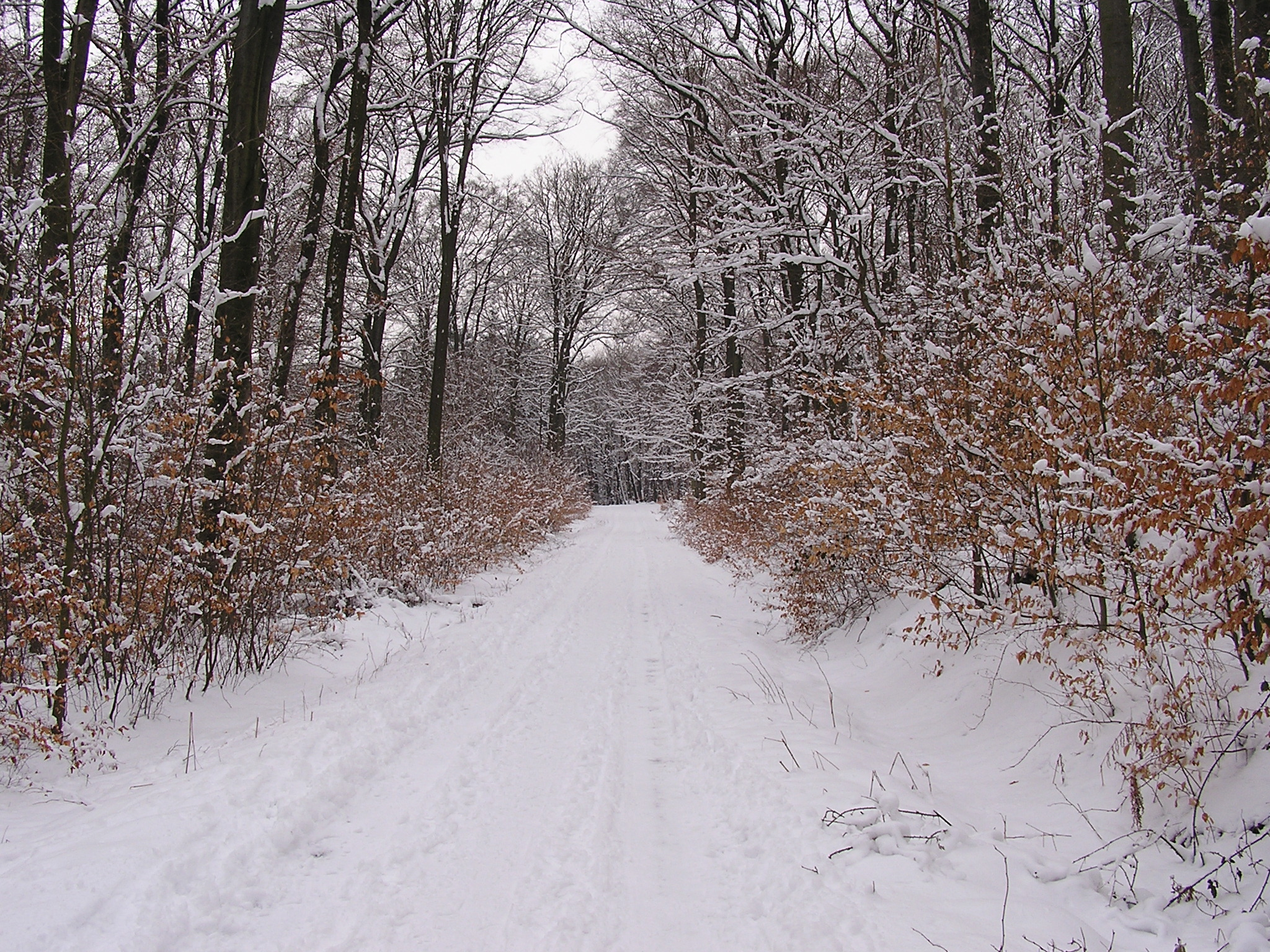
Der Seulberger Fahrweg führt direkt zum Köhlerberg.

## Lage
Am nördlichen Ende befindet sich der Bad Homburger Waldfriedhof, der mit dem Wald an die ehemalige B 455 grenzt und von ihr vom Kirdorfer Feld getrennt wird. Als Hauptwege verlaufen die Kreuzschneise als Verlängerung des Rotlaufwegs von Norden nach Süden sowie vom Kurpark der Köhler- und Fuchspfad nach Friedrichsdorf ins Bottigtal und der Philosophen- bzw. Seulberger Fahrweg, der in Seulberg direkt in die Hardtwaldallee übergeht.